# Indonesia Stock Exchange
Der Indonesia Stock Exchange (kurz IDX) ist eine Börse  mit Sitz in Jakarta, Indonesien. Die Börse war früher bekannt als Jakarta Stock Exchange – dies änderte sich durch den Zusammenschluss mit dem 1989 gegründeten Surabaya Stock Exchange im Jahr 2007. Zum 31. Dezember 2007 zählte die Indonesien Stock Exchange 383 börsennotierten Unternehmen mit einer Marktkapitalisierung von 212 Milliarden US-Dollar. 

## Geschichte
Die Indonesia Stock Exchange wurde am 14. Dezember 1912 von der niederländischen kolonialen Regierung eröffnet. Aufgrund des Ersten beziehungsweise des Zweiten Weltkrieges war die Börse länger geschlossen. 1977 erfolgte durch den Präsidenten Suharto die Wiedereröffnung. Allerdings wurde in den Jahren von 1977 bis 1987 wenig in indonesische Wertpapiere investiert. Dies änderte sich im Dezember 1987 durch neue Regelungen. 2007 fusionierte die Jakarta Stock Exchange zusammen mit der Surabaya Stock Exchange zur Indonesia Stock Exchange. Der jetzige Standort der indonesischen Börse befindet sich im Gebäude in der IDX Sudirman Central Business District.

## Indizes
Leitindex der indonesischen Börse ist der IDX Composite (früher JSX Composite). Des Weiteren existiert unter anderem der LQ-45.

## Mitgliedschaften
Die Börse ist Mitglied in:
- World Federation of Exchanges[2]
- Asian and Oceanian Stock Exchange Federation
- Sustainable Stock Exchanges Initiative